# Sereď
Sereď (in ungherese Szered) è una città della Slovacchia facente parte del distretto di Galanta, nella regione di Trnava.